# Cha Tae-Moon
Cha Tae-Moon es un deportista surcoreano que compite en taekwondo. Ganó una medalla de oro en el Campeonato Mundial de Taekwondo de 2013, en la categoría de –58 kg.

## Palmarés internacional
| Campeonato Mundial | Campeonato Mundial | Campeonato Mundial | Campeonato Mundial |
| Año                | Lugar              | Medalla            | Categoría          |
| ------------------ | ------------------ | ------------------ | ------------------ |
| 2013               | Puebla (México)    | Medalla de oro     | –58 kg             |